# Torsten Silverstolpe
Torsten Fredrik Mannerheim Silverstolpe, född 11 maj 1887 i Stockholm, död 1954, var en svensk läkare.
Torsten Silverstolpe var son till Karl Fredrik Silverstolpe. Efter mogenhetsexamen i Stockholm 1907 studerade han vid Karolinska Institutet och blev medicine kandidat där 1911 och medicine licentiat vid Uppsala universitet 1916. Han hade förordnanden främst i patologi 1914–1915, i kirurgi i Uppsala 1917–1919 och vid Stocksunds lasarett 1922–1923, i oftalmiatrik 1919–1920 och i gynekologi och obstetrik 1920–1921 samt var biträdande lärare i allmän sjukvårdsteknik vid Uppsala universitet 1919–1921. Åren 1923–1952 var han överläkare vid Diakonissanstaltens sjukhus och sjukhem i Stockholm och läkare vid Danvikshem.